# Oederemia colorata
Oederemia colorata là một loài bướm đêm trong họ Noctuidae.